# Maláj repülőmaki
A maláj repülőmaki (Galeopterus variegatus) az emlősök (Mammalia) osztályának a bőrszárnyúak (Dermoptera) rendjébe, ezen belül a repülőmakifélék (Cynocephalidae) családjába tartozó faj.
Nemének egyetlen faja.

## Előfordulása
Délkelet-Ázsia ezen országainak: Brunei, Kambodzsa, Indonézia, Laosz, Malajzia, Mianmar, Szingapúr, Thaiföld és Vietnám dzsungeleiben megtalálható.

## Megjelenése
A maláj repülőmaki lábai között bőrhártya van, ami a sikló repülést szolgálja. Szőre barnás, vöröses szürke. Testhossza 33–42 cm, ebből a farok 17,5–27 cm. Testtömege 0,9–2 kg.

## Életmódja
A maláj repülőmaki éjjel aktív. Elsősorban virágokat, bimbót, hajtásokat, fiatal leveleket, gyümölcsöket és nektárt és nedvet fogyaszt.

## Szaporodása
A 60 napos vemhesség végén a nőstény egy kölyöknek ad életet. A nőstény hordozza kölykét a bőrhártyás hasán. Az elválasztás 6 hónaposan történik.